# 그랑 텔레스코피오 카나리아스

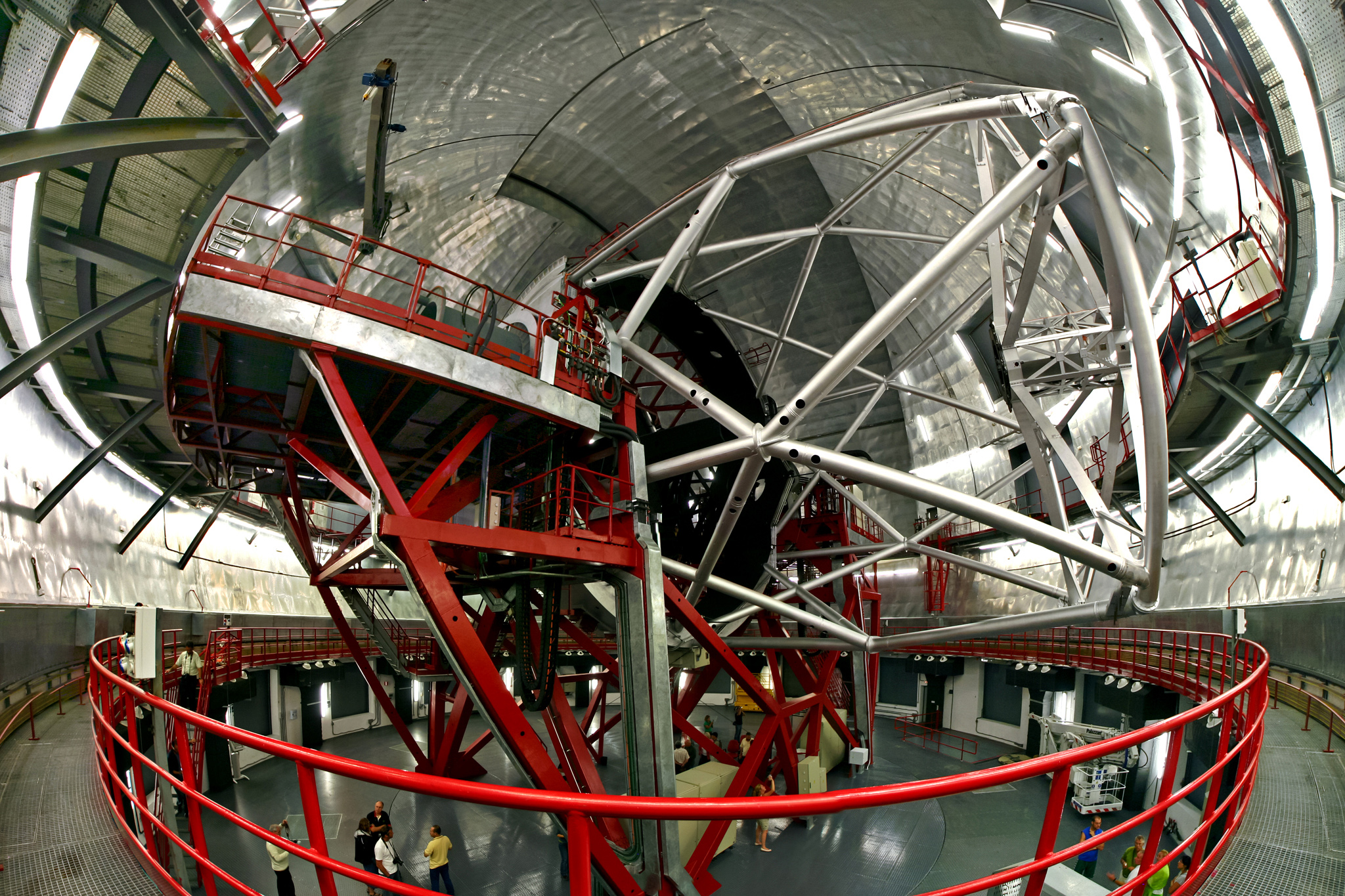
그랑 텔레스코피오 카나리아스

그랑 텔레스코피오 카나리아스(Gran Telescopio Canarias, GranTeCan 또는 GTC)는 스페인 카나리아 제도의 라팔마섬에 있는 로크 데 로스 무차초스 천문대에 위치한 10.4m(410인치) 반사 망원경이다. 세계 최대의 단일 조리개 광학 망원경이다.
망원경을 만드는 데 7년이 걸렸고 1억 3천만 유로가 들었다. 기상 조건과 장비를 멀리 떨어진 곳으로 운반하는 데 따른 물류상의 어려움으로 인해 설치가 방해를 받았다. 2007년에 첫 빛이 밝혀졌고 2009년에 과학적 관측이 시작되었다.
GTC 프로젝트는 스페인과 멕시코의 여러 기관, 플로리다 대학교, 멕시코 국립 자치 대학교 및 IAC(Instituto de Astrofísica de Canarias)가 구성한 파트너십이다. 1987년부터 시작된 망원경 건설 계획에는 100개 회사, 1,000명 이상의 인력이 참여했다. 망원경 시간의 분할은 재정 구조를 반영한다(스페인 90%, 멕시코 5%, 플로리다 대학교 5%).

## 같이 보기
- 라 시야 천문대
- 마우나케아 천문대
- 파라날 천문대
- 초대형 망원경